# Aspila pauliani
Aspila pauliani là một loài bướm đêm trong họ Noctuidae.